# Варшава-Анин
Варшава-Анин (пол. Warszawa Anin) — остановочный пункт железной дороги в Варшаве (расположен в микрорайоне Анин района Вавер), в Мазовецком воеводстве Польши. Имеет 1 платформу и 2 пути. 
Остановочный пункт на железнодорожной линии Варшава-Восточная — Дорогуск, построен в 1928 году. 